# Tang (alge)
 For alternative betydninger, se Tang. (Se også artikler, som begynder med Tang)
Tang eller makroalger er en samlebetegnelse for flere forskellige grupper af større, flercellede marine alger.
Betegnelse "tang" bruges om arter fra disse grupper af alger:
- Rige: Stramenopila eller Chromista
  - Alle større flercellede arter i dette rige, herunder brunalger
- Rige: Planter
  - Rødalger
  - Grønalger

Desuden opfattes Almindelig bændeltang som værende tang, bl.a. qua navnet. Planten hedder også "Ålegræs" og hører til blomsterplanterne, og er altså slet ikke en alge.

## Anvendelser
Tang blev traditionelt brugt som gødning, enten ved at blive lagt i kompost eller ved at blive pløjet direkte i marken.
Flere arter af tang bruges i dag indenfor produktion af fødevarer og finder også en vis anvendelse indenfor energiproduktion, forureningsbekæmpelse og medicin.
Anvendelsen af tang i dagligdagen har frem til 2010 været en overset mulighed i det danske køkken. Hvis man her ser bort fra nori plader, som er de traditionelle plader som sushi laves med.
I 2010 begynder de første danskere for alvor igen at få øjnene op for tang, og udviklingen er forsat frem til i dag. En udvikling der i høj grad skyldes kok og kostvejleder Anita Dietz.
I dag er tang fra Danmark en del af langt de fleste helsekostbutikkers sortiment, og der ses en stor udvikling i brugen af både frisk og tør tang på de finere danske restauranter. Der foregår også eksperimenter med fermentering af tang med bl.a. mælkesyrebakterier til udvikling af fødevarer og næringsmidler.

## Indhold[4]
kostfibre
Især brunalger indeholder masser af kostfibre, over 50% er påvist, i sorter som blæretang og savtang.
Fedt / Triglycerider
Tangs indhold af fedt overstiger aldrig 4%, ligeledes er indholdet af de eftertragtede omega-3 fedtsyrer godt repræsenteret. Dette er også grunden til, at fisk indeholder omega-3, netop fordi at de spiser mikroalger (i daglig tale bare alger) og makroalger(tang).
Vitaminer og mineraler
De vigtige byggesten for kroppen, vitaminer og mineraler er tang rige på, en tommelfingerregel er, at tang indeholder imellem 10 og 100 gange så mange vitaminer og mineraler som frugt og grønt.
Umami
En af hovedårsagerne til at bruge tang i madlavningen, er den, til tider, meget eftertragtede umamismag. Især hos veganere er dette meget efterspurgt, da umami smagen fra kød, ikke er en mulighed.